# Lia Corelli
Lia Corelli, nome d'arte di Lelia Parodi (Genova, 16 marzo 1922 – Roma, 17 dicembre 1987), è stata un'attrice italiana, attiva fra il 1937 e il 1952, periodo nel quale ha interpretato una quindicina di film del cinema italiano.
Ha avuto due figli dallo sceneggiatore e regista Ivo Perilli, Valeria Perilli, doppiatrice e Plinio Perilli, poeta e saggista.

## Filmografia

### Cinema
- Ho perduto mio marito, regia di Enrico Guazzoni (1937)
- Finalmente soli, regia di Giacomo Gentilomo (1942)
- Perdizione, regia di Carlo Campogalliani (1942)
- Inferno giallo, regia di Géza von Radványi (1942)
- La zia di Carlo, regia di Alfredo Guarini (1943)
- L'avventura di Annabella, regia di Leo Menardi (1943)
- Il ratto delle Sabine, regia di Mario Bonnard (1945)
- La sua strada, regia di Mario Costa (1946)
- Desiderio, regia di Marcello Pagliero e Roberto Rossellini (1946)
- L'amante del male, regia di Roberto Bianchi Montero (1947)
- La monaca di Monza, regia di Raffaello Pacini (1947)
- Il miracolo, episodio di L'amore, regia di Roberto Rossellini (1948) - non accreditata
- Riso amaro, regia di Giuseppe De Santis (1949)
- Angelo tra la folla, regia di Leonardo De Mitri (1950)
- Sigillo rosso, regia di Flavio Calzavara (1950)